# Humbert (archevêque d'Embrun)
Pour les articles homonymes, voir Humbert.
Humbert, mort en juin 1250, est un prélat français du XIIIe siècle, archevêque d'Embrun.

## Biographie
Humbert est moine de Saint-Benoît, quand il est élu archevêque d'Embrun en 1246.